# Funge
 (août 2021).
Si vous disposez d'ouvrages ou d'articles de référence ou si vous connaissez des sites web de qualité traitant du thème abordé ici, merci de compléter l'article en donnant les références utiles à sa vérifiabilité et en les liant à la section « Notes et références ».
Le funge, ou pirão, est un plat d'accompagnement traditionnel d'Angola fait à base de farine de manioc, de riz ou de maïs. Son nom vient d'un vocable kimbundu. La farine est cuite et mélangée énergiquement à de l'eau pour obtenir une masse ferme, d'aspect collant, mais assez douce au palais.
Il est de couleur jaune lorsqu'il est préparé à partir du maïs, blanc à partir de riz, et gris avec des éclats marron lorsqu'il est fait avec du manioc.
C'est l'accompagnement classique du poulet moamba, et plus généralement des plats frits à l'huile de palme.